# الخطيب (بغداد)
حي الخطيب من أحياء مدينة بغداد في جانب الكرخ يقع في الجزء الشمالي الغربي من العاصمة بغداد بالقرب من منطقة الحرية تأسس في أواخر سبعينيات القرن الماضي تحيط به المزارع من ثلاثة جهات ويحاذيه حي الجوادين.